# Thái Thượng
Thái Thượng là một xã thuộc huyện Thái Thụy, tỉnh Thái Bình, Việt Nam.
Xã có diện tích 8,27 km², dân số năm 1999 là 5751 người, mật độ dân số đạt 695 người/km².